# Estreito de Fitzwilliam

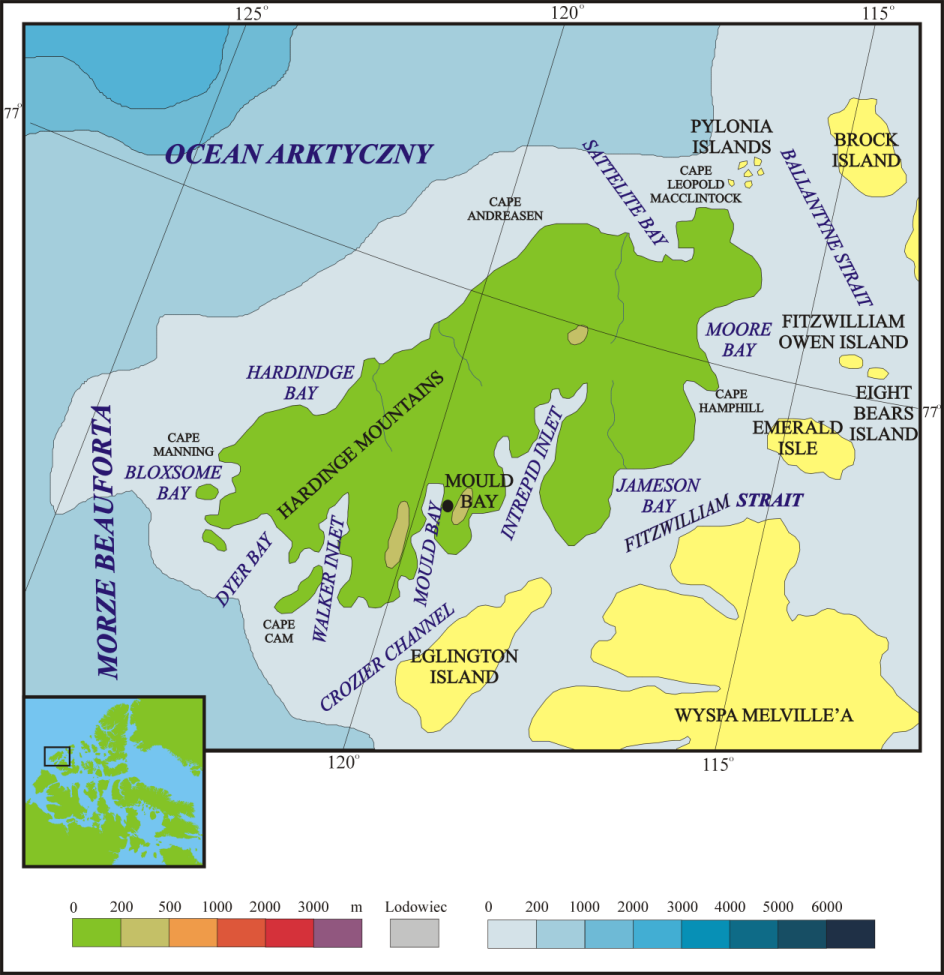
Mapa da região.

O estreito de Fitzwilliam é uma via aquática natural no centro do Arquipélago Ártico Canadiano, nos Territórios do Noroeste, Canadá. Separa a Ilha Prince Patrick (a noroeste), a Ilha Melville (a sudeste) e a Ilha Emerald (a noroeste). Abre ao estreito de Kellett a sudoeste.